# Langes Loch (Flatzer Tropfsteinhöhle)
Das Lange Loch, auch Flatzer Tropfsteinhöhle (Katasternummer 1861/9), ist die bekannteste und größte der Höhlen in der Flatzer Wand in den Gutensteiner Alpen bei Flatz in Niederösterreich.

## Zustieg und Beschreibung
Das Lange Loch liegt im östlichen Teil der Flatzer Wand und ist über ein mittlerweile ziemlich verwachsenes Steiglein erreichbar, das vom Wandsteig abzweigt (Tafel Zur Flatzer Tropfsteinhöhle). Die letzten Meter sind mit einer Aluleiter gesichert.
Es ist ca. 90 m lang und bis zu 3 m hoch. Es spaltet sich in 2 parallele, meist geräumige Kluftgänge (Hauptgang und Rathstollen), die am Ende in der Museumshalle wieder zusammenführen. Vom künstlich veränderten Haupteingang (1 m breit, 2 m hoch) führt zuerst ein schmaler, hoher Gang steil abwärts (die Wandererklamm) in die Teilungshalle, in die seitlich mit einer äußerst engen, senkrechten Spalte auch der zweite, kleinräumigere Zugang, die Dachslucke (1861/2), mündet. Diese Verbindungsspalte ist heute auf der Seite der Dachslucke vergittert, es sind nur mehr ca. 2 m betretbar.

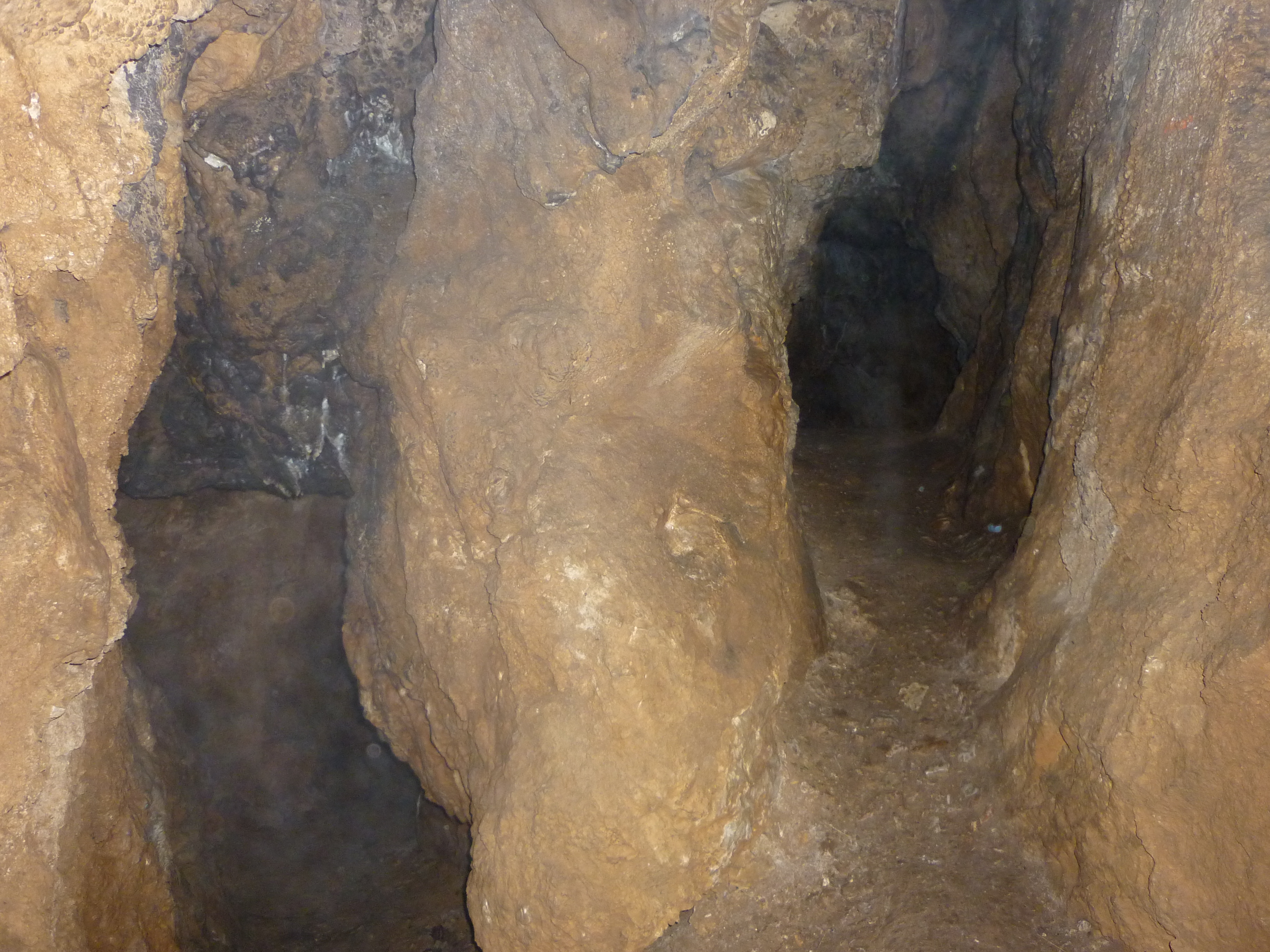
Hier spaltet sich die Wandererklamm in den Rathstollen (links) und den Rohrauerdomgang (rechts)

Geradeaus weiter kommt man bald zu einer Abzweigung. Rechts kommt man über den schlotartig ausgebildeten Rohrauerdom, eine größere Raumerweiterung, in die Museumshalle, wo sich der rechte wieder mit dem engeren linken Gang (Rathstollen – mit künstlich in den Fels gehauenen Stufen) vereinigt. Die Museumshalle (8 m lang, bis zu 4 m breit und 6 m hoch) ist der tiefste Punkt der Höhle, 11 m tiefer als der Eingang.
Der ehemals schöne Tropfsteinschmuck der Höhle ist stark beschädigt. Im Winter wird sie zum Schutz der Fledermäuse mit einer Gittertüre, die sonst offen ist, versperrt.
Die Dachslucke (1861/2), 6 m westlich des Langen Loches, wurde ursprünglich als eigene Höhle (Länge 20 m) betrachtet. Im Jahre 1958 erstmals und dann wieder 1971 wurde die Verbindung mit dem Langen Loch festgestellt und befahren.

## Geschichte und Funde
Die Flatzer Tropfsteinhöhle wurde in den Jahren 1904 bis 1906 freigelegt und als Schauhöhle erschlossen. In den Jahren 1906 und 1907 kamen weit über 1000 Besucher in die Schauhöhle.
Es wurden bis zu 3000 Jahre alte Werkzeuge, Tonscherben und Knochen gefunden. Die k. k. Zentral-Kommission für Erforschung und Erhaltung der Kunst- und historischen Denkmale berichtete 1904:

„Ref. Szombathy teilt mit, daß er auf Grund einer seitens des Lehrers Heinrich Moses erstatteten Anzeige über Ausgrabungen der Ortsgruppe Neunkirchen der Touristengesellschaft ‚Naturfreunde‘ in der Tropfsteinhöhle nördlich von Flatz die Fundstelle besichtigt habe. Die Höhle ist die östlichste von mehreren derartigen Höhlen am Fuße der Flatzer Wand, eines an und für sich nicht bedeutenden Felsabbruchs am Südabhange des Berges „Auf der Kehr“. Der vorderste Teil der Höhle stelle sich als eine 1 – 2 m breite, erodierte Spalte dar, welche nach Norden streicht und sich vom Eingange aus mit einer Neigung von etwa 20 in den Berg hineinsenkt. Sie ist jetzt durch das Herausschaffen beträchtlicher Erdmassen bis auf etwa 40 m Länge ausgeräumt. In der ausgeräumten Höhlenerde fanden sich mehrere diluviale und einige rezente Tierknochen, einige Menschenknochen und zahlreiche Topfscherben. Durch die diluvialen Knochen sind folgende Säugetierarten vertreten: Bär (nicht die große Art Ursus spelaeus mit steil abgestufter Stirne, sondern eine viel kleinere mit gleichmäßig flachgewölbter Sagittallinie, cf. U. arctoides); Dachs; Marder; Hase. Aus viel jüngeren Ablagerungsteilen liegen vor: drei beschädigte Knochen von Menschen, der Schädel eines kleinen Hundes (Pintscher) und der Schädel eines hörnerlosen Schafes. Unter den Topfscherben gehören drei prähistorischen Tongefäßen an, ohne besondere Merkmale; alle übrigen stammen von gewöhnlichem, teils glasiertem, teils unglasiertem Topfgeschirr der letzten Jahrhunderte. Der Verein der Naturfreunde hat die Höhle auf 15 Jahre gepachtet und mit einer eisernen Tür verwahrt und will sie nach und nach ausräumen. Die Funde sollen in Neunkirchen verbleiben.“

Später fand man unter anderem auch Teile eines Höhlenlöwen.
Im Zuge der Grabungen wurden alle Artefakte aus der Höhle entfernt, eine Bestandsaufnahme der Fundschichten unterblieb jedoch, eine zeitliche Zuordnung ist daher heute nicht mehr möglich. In der Museumshalle gab es eine kleine Ausstellung von Fundstücken, die Anlagen wurden nach dem Ende des Ersten Weltkriegs geplündert. Einige Funde konnten ins Heimatmuseum Neunkirchen gerettet werden. Heute sind die Anlagen verfallen.